# Al Hendrickson
Alton Reynolds Hendrickson (Eastland (Texas), 10 mei 1920 – North Bend (Oregon), 2007) was een Amerikaanse jazzmuzikant (zang, gitaar, mandoline, banjo).

## Biografie
Hendrickson groeide op in Texas, voordat hij verhuisde naar de Amerikaanse westkust. In 1940 werkte hij bij Artie Shaw en in hetzelfde jaar had hij een optreden in de muziekfilm Second Chorus van Fred Astaire. Midden jaren 1940 werkte hij bij de kustwacht. In de na-oorlogse periode speelde hij o.a. in de bands van Freddie Slack, Ray Linn en Benny Goodman, tot wiens sextet hij behoorde. Als bariton is hij bovendien te horen in Goodmans On a Slow Boat to China, dat in 1947 een grote hit werd in de Verenigde Staten. Tijdens de jaren 1950 was hij een drukbezet studiomuzikant zowel voor film- en televisie-soundtracks (The Danny Kaye Show, 1963) als ook vanaf 1959 voor popproducties voor Columbia Records. Hij werkte o.a. mee bij producties van The Weavers, The Monkees, de countryzanger Sheb Wooley en de jazzpianist Dodo Marmarosa.
Op het gebied van de jazz en de amusementsmuziek was hij tussen 1940 en 1986 betrokken bij 493 opnamesessies, waaronder bij Rosemary Clooney, Bing Crosby, Doris Day, Lee Hazlewood, Eartha Kitt, Frankie Laine, Henry Mancini, Ann-Margret, Dean Martin, Ella Mae Morse, Harry Nilsson, Louis Prima, Elvis Presley (Viva Las Vegas), Shorty Rogers en Bud Shank. Tijdens de jaren 1970 was hij lid van Frank Capps Juggernaut-bigband, voordat hij zich eind jaren 1980 terugtrok naar Oregon.
Hij was auteur van de leerboeken Encyclopedia of Bass Chords, Arpeggios and Scales en Al Hendrickson Jazz Guitar Solos: Complete Book.

## Overlijden
Al Hendrickson overleed in 2007 op 87-jarige leeftijd.
- Bibliothèque nationale de France: cb138951338 (data)
- Gemeinsame Normdatei: 135201810
- International Standard Name Identifier: 0000 0000 5513 3936
- Library of Congress Control Number: n93016793
- MusicBrainz: cbf49f00-2000-42cc-986b-7c094ecae317
- Système universitaire de documentation: 156899655
- Virtual International Authority File: 14958463
- WorldCat: E39PBJqVYGRcqFM3wG7pBcHt8C